# Neunerknoten
Der Neunerknoten (Schlaufe) ist eine Art Steigerung des Achterknotens (Schlaufe). Er hat aber lediglich eine halbe Windung mehr und keine Ähnlichkeit mit der Zahl Neun.

## Anwendung
Die Anwendungsgebiete des Neunerknotens sind gering. Clifford Ashley bezeichnet ihn lediglich als Zwischenknoten von Achterknoten und Stevedore-Knoten, der entsteht, wenn man versehentlich nur eine halbe anstatt einer vollen Windung mehr macht.
Beim Industrieklettern wird er gelegentlich anstelle des Achterknotens zum Knüpfen einer Schlaufe genutzt.
Er hat eine etwas größere Knotenfestigkeit als der Achterknoten und lässt sich nach Gebrauch etwas leichter lösen.
Durch die mehrfache Umschlingung entsteht verstärkte Reibung, die bei glattem Material die Gefahr des Ausrauschens etwas verringert.
Diese Vorteile sind allerdings so geringfügig, dass meistens auf den Achterknoten zurückgegriffen wird.

## Knüpfen
Man beginnt wie beim Knüpfen eines Achterknotens, indem ein Auge gelegt und verdreht wird. Nun wird das Auge um eine weitere halbe Windung gedreht und dann das lose Ende hindurch gesteckt.

Legen mit doppeltem Seil zur Neunerschlaufe
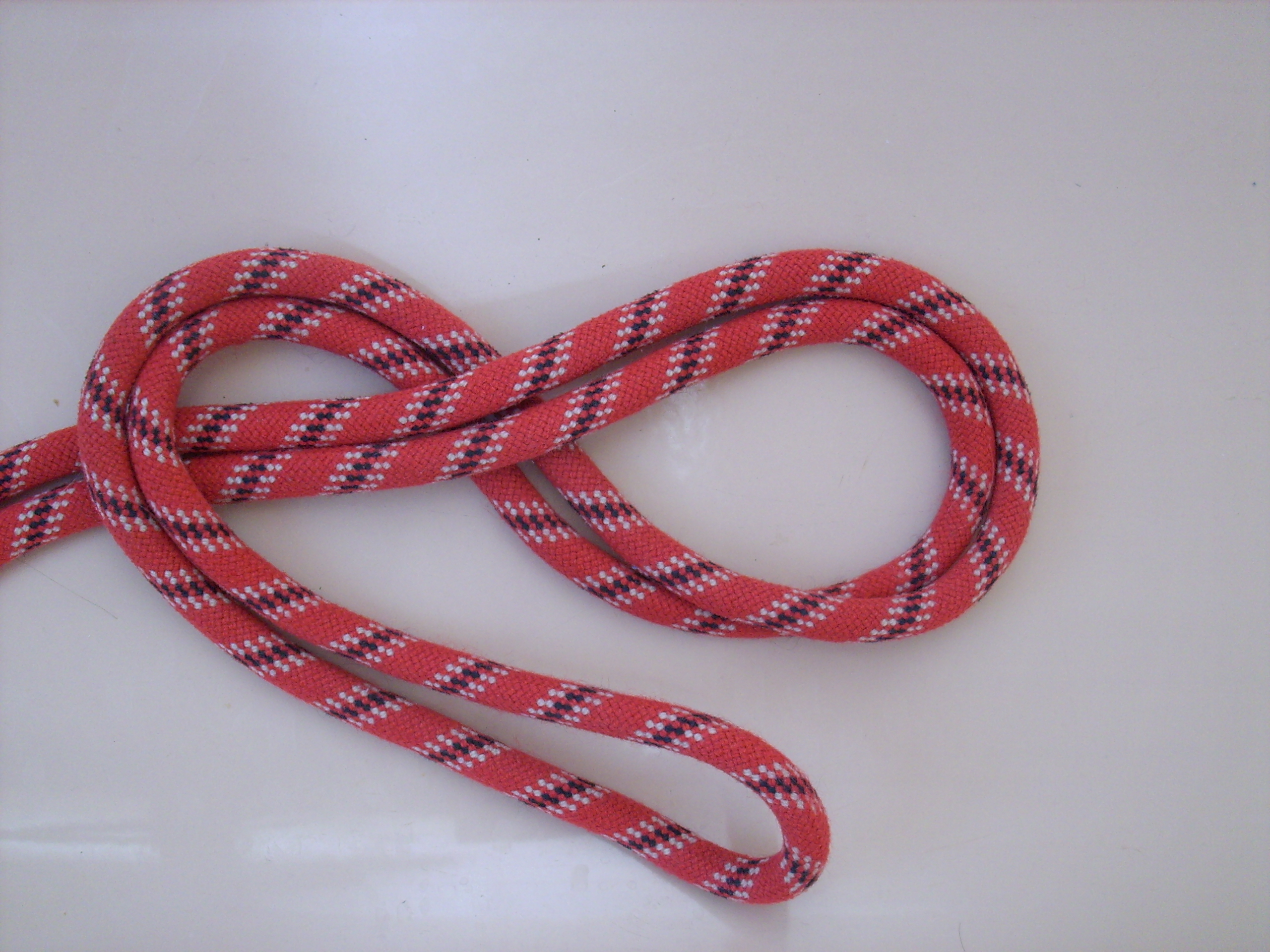
erst eine „8“
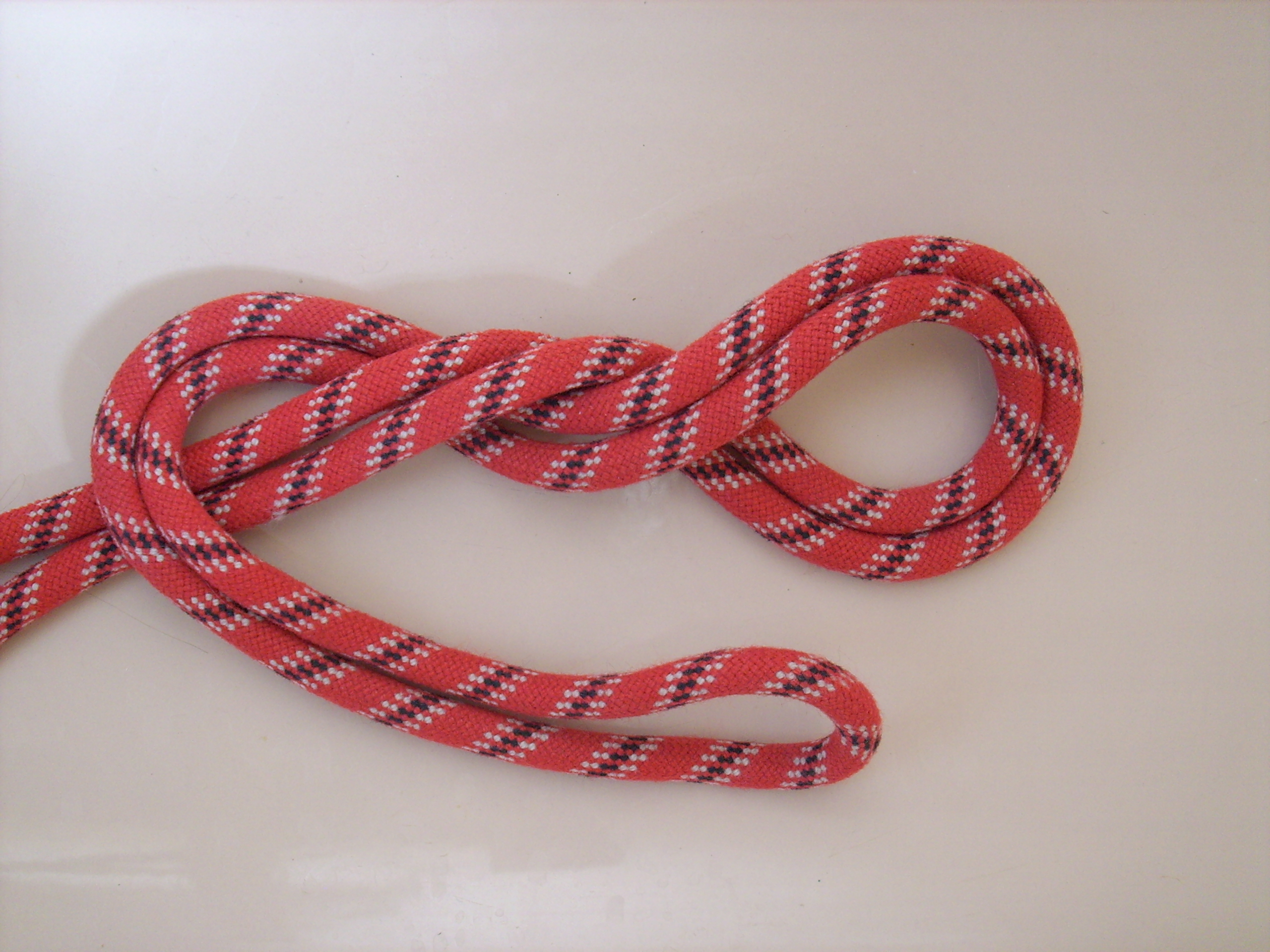
Schlaufe nochmal drehen
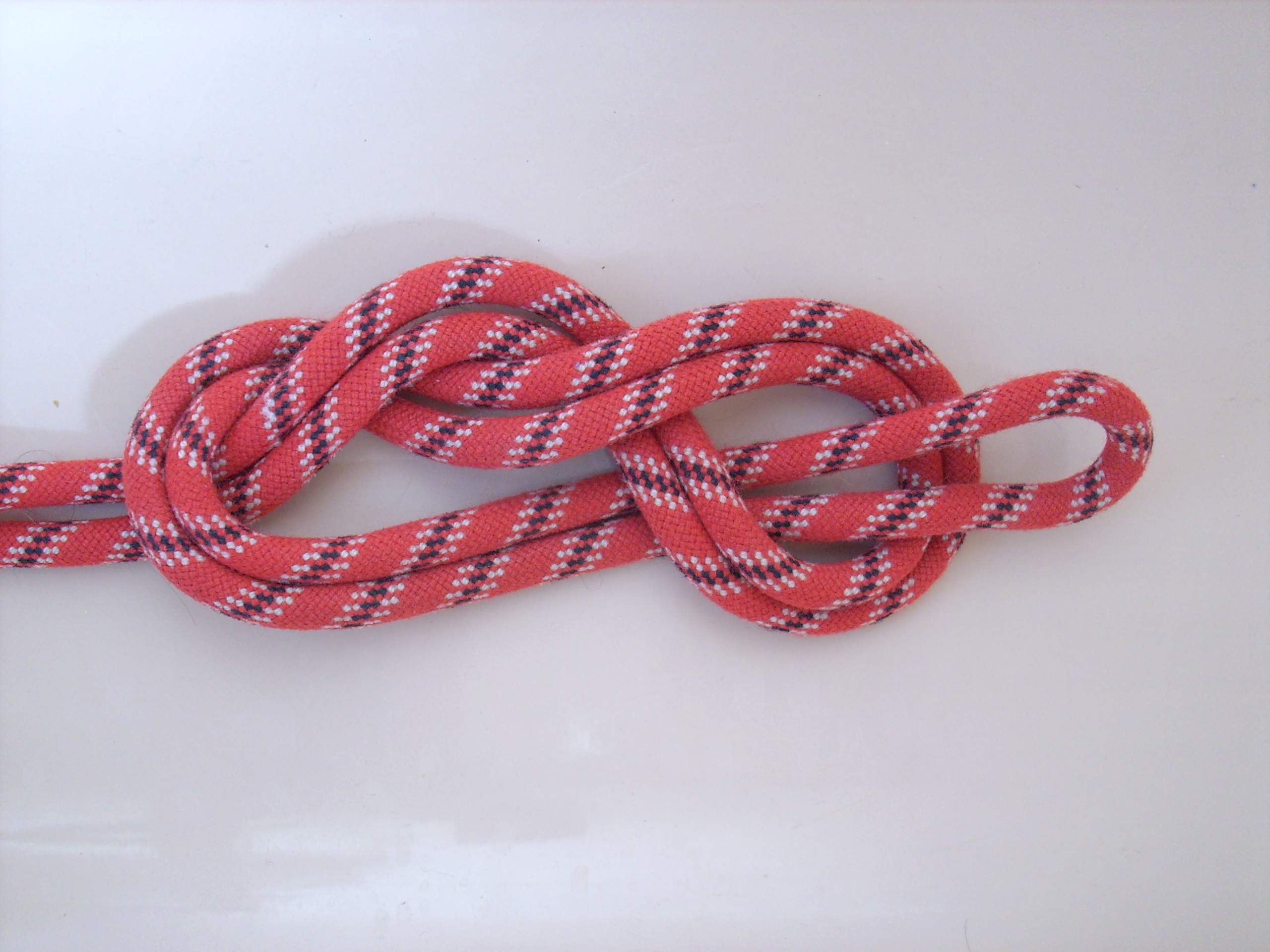
durchstecken – fertig

## Alternativen
Kletterer verwenden zum Anseilen den Achterknoten oder doppelten Bulin. In Kletterhallen finden sich an Seilen gelegentlich Sackstiche. Diese sind nach Belastung oft nicht mehr zu lösen und mittels Karabiner mit dem Klettergurt zu verbinden.

## Abwandlung
Nicht mit einem doppelt gelegten Seil, sondern mit einem einfachen Seil geknüpft, erhält man eine Steigerung des Achtknotens, den Neunerknoten (Stopperknoten).